# Неведрова, Натали Алексеевна
Натали Алексеевна Неведрова (род. 6 апреля 1989, Москва, СССР) — российская телеведущая, журналист, актриса,  Ведущая украинской телепередачи «Орёл и решка».

## Биография

### Ранние годы
Родилась 6 апреля 1989 года в Москве. Мать — Неведрова Таисия Ивановна, инженер по благоустройству. Отец — Неведров Алексей Алексеевич, инженер. В детстве занималась спортивной гимнастикой, танцами. Окончила школу с серебряной медалью и отличным аттестатом. Первые деньги заработала в 12 лет, выйдя на подиум.
Окончив школу, поступила в Московский институт телевидения и радиовещания «Останкино» (МИТРО) на факультет журналистики. Окончила институт в 2011 году.

### Карьера на телевидении
Начала свою карьеру на телевидении в 2007 году в качестве ассистента продюсера и редактора. В 2009 году стала самым молодым продюсером развлекательных телепрограмм на канале Муз-ТВ: «Звёзды зажигают», «Премия Муз-ТВ», «Дневники Новой Волны в Юрмале», реалити шоу «Будни Пети Листермана», «Школа музыки», «Дневники Евровидения», «Жизнь против правил. Дима Билан».
В 2011 году завела канал на YouTube, набрав миллион просмотров за небольшое количество времени. Видео были посвящены закадровой жизни шоу-бизнеса и лайфстайлу. Сейчас канал телеведущей насчитывает 3 миллиона просмотров.
В 2012 году дебютировала в роли телеведущей развлекательного шоу «Навылет» на канале Ю совместно с актёром Данилой Дунаевым и телеведущим Владимиром Строжуком.  
После была лицом утреннего студийного шоу «#девочкитакиедевочки», рейтинга зарубежных знаменитостей STARBOOK с Сергеем Ашариным и Артёмом Шалимовым, кулинарного шоу «Едим для вас» с Сергеем Ашариным, а также собственного реалити-шоу «Всё просто». 
В 2015 году выступала экспертом в популярном проекте «Пусть говорят» на Первом канале.
Кроме работы на телевидении, является участницей театральной труппы GOGOL SCHOOL. 
Летом 2017 года стала ведущей 15-го сезона популярной программы о путешествиях «Орёл и решка» на телеканалах «Пятница!» (Россия) и «Интер» (Украина), заменив ушедшую Лесю Никитюк. Продюсерам программы Натали понравилась нестандартным взглядом на жизнь. Для прохождения кастинга участникам нужно было записать видео с рассказом о самом любимом месте в их городе, и Натали рассказала о подземной парковке в её доме. Соведущая Регина Тодоренко тепло отзывается о напарнице; по её словам, она узнала о появлении новой ведущей в программе за несколько дней до съёмок. 
В феврале 2018 года стало известно, что Натали покидает проект по семейным обстоятельствам.
Осуществляет предпринимательскую деятельность и является владельцем собственного SMM агентства DOUBLE CREATIVE studio, которое занимается продвижением личных и коммерческих брендов, организацией фото и видеосъемок, производством видеороликов и телепрограмм. С 2020 года является продюсером и наставником экспертов-блогеров.

Карьера диджея
С 2012 года выступает как диджей под творческим псевдонимом НАТАЛИ NEVEDROVA.
- 2014—2015 — участница проекта Moscow MashUp Mafia.
- 2015 — ТОП5 MashUp DJ’s по версии vklybe.tv.
- 2015 — н. в. — ТОР100 DJ’s по версии promodj.

### Телепроекты
- «Дневники „Новой волны“ в Юрмале»
- «Премия Муз-ТВ»
- «Школа музыки»
- "Дневники «Евровидения»
- «Жизнь против правил. Дима Билан»
- «Звёзды зажигают»
- «Будни Пети Листермана»
- «Навылет»
- «#девочкитакиедевочки»
- «Едим для вас»
- «Всё Просто»
- «Starbook»
- «Орёл и решка»

## Личная жизнь
Замужем с 2014 года. Муж — Евгений Машков (р. 1989), продюсер, диджей, владелец музыкального лейбла SYSTEM 108, организатор техно-мероприятий. В 2015 году у пары родилась дочь Мари-Николь. 29 января 2019 года родился сын. В 2021 году развелась с Евгением Машковым из-за измен с его стороны.

## Хобби
В свободное время занимается фитнесом, чтением книг, катается на сноуборде. Увлекается астрологией, психологией.

## Награды
| Премия           | Категория                      | Результат |
| ---------------- | ------------------------------ | --------- |
| vklube.tv        | Лучший MashUp диджей           | Победа    |
| Мама Awards 2018 | Лучшая мама кино и телевидения | Победа    |